# Rome Adventure
Rome Adventure (conocida en español como Más allá del amor en España y Los amantes deben aprender en Hispanoamérica), es una película estadounidense de 1962 dirigida por Delmer Daves y protagonizada por Troy Donahue, Angie Dickinson, Rossano Brazzi y Suzanne Pleshette. El guion es del mismo Delmer Daves, basado en una novela de Irving Fineman.

## Argumento
Prudence Bell es una bibliotecaria que decide dejar su trabajo en una universidad americana huyendo del puritanismo reinante y se traslada a Roma donde comienza a trabajar en una librería en la que conoce al italiano Roberto Orlandi, quien se enamora de ella. Sin embargo, allí también conoce a Don Porter, un arquitecto estadounidense, quien provoca un cambio en la vida de la joven.

## Reparto
- Troy Donahue ... Don Porter
- Suzanne Pleshette ... Prudence Bell
- Rossano Brazzi ... Roberto Orlandi
- Angie Dickinson ... Lyda Kent
- Hampton Fancher ... Albert Stillwell
- Constance Ford ... Daisy Bronson
- Al Hirt ... Él mismo
- Iphigenie Castiglioni ... Condesa
- Chad Everett ... Joven
- Gertrude Flynn ... Sra. Riggs
- Pamela Austin ... Agnes Hutton
- Lili Valenty ... Angelina
- Mary Patton ... Sra. Helen Bell
- Maurice Wells ... Sr. Bell